# لله‌لو (ورزقان)
لله‌لو یکی از روستاهای استان آذربایجان شرقی است که در دهستان ازومدل جنوبی بخش مرکزی شهرستان ورزقان واقع شده‌است.  بر اساس سرشماری مرکز آمار ایران در سال ۱۳۸۵، جمعیت آن ۸۲۰ نفر (۱۹۰ خانوار) بوده‌است.